# Anna Tóth
Anna Tóth (Kazincbarcika, 20 novembre 2003) è un'ostacolista e velocista ungherese.

## Progressione

### 60 metri ostacoli
| Stagione | Misura  | Luogo       | Data      | Rank. Mond. |
| -------- | ------- | ----------- | --------- | ----------- |
| 2024     | 8"05(i) | Nyíregyháza | 18-2-2024 |             |
| 2023     | 8"11(i) | Nyíregyháza | 19-2-2023 |             |
| 2022     | 8"22(i) | Nyíregyháza | 13-2-2022 |             |
| 2021     | 8"46(i) | Budapest    | 21-2-2021 |             |

### 100 metri ostacoli
| Stagione | Misura | Luogo          | Data      | Rank. Mond. |
| -------- | ------ | -------------- | --------- | ----------- |
| 2024     | 13"09  | Maribor        | 19-6-2024 |             |
| 2023     | 12"84  | Budapest       | 8-7-2023  |             |
| 2022     | 13"00  | Cali           | 6-8-2022  |             |
| 2021     | 13"46  | Nairobi        | 20-8-2021 |             |
| 2020     | 13"80  | Budapest       | 8-8-2020  |             |
| 2019     | 14"63  | Székesfehérvár | 8-9-2019  |             |

## Palmarès
| Anno | Manifestazione               | Sede      | Evento   | Risultato  | Prestazione | Note                                     |
| ---- | ---------------------------- | --------- | -------- | ---------- | ----------- | ---------------------------------------- |
| 2022 | Mondiali U20                 | Cali      | 110 m hs | Bronzo     | 13"00       | Miglior prestazione nazionale under 20   |
| 2022 | Europei                      | Monaco    | 4x100 m  | Batteria   | 44"19       | Miglior prestazione personale stagionale |
| 2023 | Europei                      | Istanbul  | 60 m hs  | Batteria   | 8"20        | [ 1 ]                                    |
| 2023 | Europei U23                  | Espoo     | 100 m hs | Bronzo     | 12"97       |                                          |
| 2023 | Giochi universitari          | Chengdu   | 100 m hs | Finale     | dnf         |                                          |
| 2023 | Mondiali                     | Budapest  | 100 m hs | Batteria   | 12"95       | [ 2 ]                                    |
| 2024 | Europei                      | Roma      | 100 m hs | Semifinale | dnf         |                                          |
| 2025 | Europei indoor               | Apeldoorn | 60 m hs  | Semifinale | 8"08        |                                          |
| 2025 | Europei U23                  | Bergen    | 100 m hs | Argento    | 13"02       |                                          |
| 2025 | Giochi mondiali universitari | Reno-Ruhr | 100 m hs | Argento    | 12"88       |                                          |

## Campionati nazionali
- 1 volta campionessa nazionale ungherese dei 100 metri ostacoli (2024)

2021
- Bronzo ai campionati ungheresi indoor (Budapest), 60 m hs - 8"47

2022
- Argento ai campionati ungheresi indoor (Nyíregyháza), 60 m hs - 8"25
- 5ª ai campionati ungheresi (Budapest), 100 m hs - 13"38

2023
- Argento ai campionati ungheresi indoor (Nyíregyháza), 60 m hs - 8"11
- Argento ai campionati ungheresi (Budapest), 100 m hs - 12"84

2024
- Bronzo ai campionati ungheresi indoor (Nyíregyháza), 60 m hs - 8"05
- Oro ai campionati ungheresi (Budapest), 100 m hs - 13"00

## Altre competizioni internazionali
2019
- el. in batteria al Festival olimpico della gioventù europea ( Baku), 100 m hs - 14"17

## Premi e riconoscimenti
- Atleta junior ungherese dell'anno (2022)